# Grand Conseil des chefs
Le Grand Conseil des chefs (Bose Levu Vakaturaga en fidjien) est, de 1876 à 2012, l'un des organes du gouvernement des Îles Fidji. Le Grand Conseil est créé par les Britanniques en 1876, pendant la période coloniale. Il a pour rôle de prodiguer des conseils aux autorités coloniales, puis au gouvernement après l'indépendance du pays en 1970, rôle qui est confirmé par la Constitution de 1997. Conséquence du coup d'État du 5 décembre 2006 mené par Frank Bainimarama, le Grand Conseil des chefs ne siège plus depuis avril 2007. Il est formellement abrogé en mars 2012, avant d'être restauré en 2023.

## Composition (avant son abrogation)
À une exception près, les membres du Conseil avaient un mandat de quatre ans. Il y avait 55 membres, dont la plupart étaient des chefs (ou nobles, ratu) héréditaires autochtones. Le Conseil comprenait les membres suivants :
- Le président de la République
- Le vice-président de la République
- Le Premier ministre
- 6 membres nommés par le président de la République, sur recommandation du ministre des Affaires fidjiennes (c'est-à-dire des Affaires indigènes)
- 42 conseillers provinciaux, choisis par les 14 conseils provinciaux
- 3 représentants du conseil de Rotuma
- 1 membre à vie (Sitiveni Rabuka)

Le Conseil reconnaissait en outre un chef suprême, Élisabeth II, qui ne siégeait pas et dont le titre était purement honorifique.

## Fonctions (avant son abrogation)
En accord avec la Constitution de 1997, le Grand Conseil des chefs avait pour rôle de nommer le président de la République et le vice-président de la République, qui ont un mandat de cinq ans. Il pouvait révoquer les mandats de ceux-ci en cas de crime grave, d'incompétence, de négligence ou d'incapacité.
Le Grand Conseil des chefs nommait 14 des 32 membres du Sénat.
Enfin, par coutume, le gouvernement consultait le Conseil avant d'envisager toute modification de la Constitution.

## 2006-2023: suspension et abrogation
L'ayant suspendu en 2007, le gouvernement « de transition » dirigé par l'amiral Bainimarama exprime un temps son intention de restaurer le Conseil. Bainimarama se nomme lui-même président du Conseil, chargé de nommer ses membres – en accord avec l'avis formulé par les conseils de provinces –, et possédant l'autorité pour suspendre ou renvoyer ces membres,.
Le gouvernement « de transition » demande aux conseils de provinces de soumettre pour le 15 juillet 2008 leurs recommandations au sujet des futurs membres du Conseil. Certains conseils provinciaux refusant d'obtempérer, Bainimarama indique qu'il nommera si nécessaire des représentants de provinces sans l'accord des conseils des provinces en question.
Bainimarama cède en 2008 la présidence du Conseil à Ratu Epeli Nailatikau, le ministre des Affaires autochtones. Devenu président de la République en 2009, Nailatikau demeure apparemment à son poste de président du Grand Conseil des chefs.
Le 14 mars 2012, Bainimarama annonce qu'Epeli Nailatikau, en tant que président de la République, a approuvé des décrets abolissant pleinement le Grand Conseil des chefs. À cette occasion, Bainimarama accuse le Conseil d'être « devenu politisé au détriment de la poursuite par Fidji d'une citoyenneté commune et égale ».

## Restauration (2023)
Avec le rétablissement de la démocratie parlementaire, le gouvernement Bainimarama remporte les élections démocratiques de 2014 et de 2018, mais perd les élections de 2022 au profit d'une coalition tripartite et multi-ethnique dominée par des conservateurs autochtones et menée par Sitiveni Rabuka. Devenu Premier ministre, celui-ci fait nommer par son ministre des Affaires autochtones Ifereimi Vasu une commission chargée de mener des consultations « nationales et provinciales » auprès de citoyens de toutes les appartenances ethniques en vue de présenter en août un rapport au ministre pour un rétablissement pérenne du Grand Conseil des chefs sur de nouveaux fondements.
Les 24 et 25 mai 2023, pour inaugurer les célébrations du jour férié Ratu Sir Lala Sukuna Day qui commémore le grand chef coutumier et homme d'État de l'époque coloniale Lala Sukuna, le Grand Conseil des chefs siège pour la première fois depuis seize ans, sur l'île de Bau et à titre provisoire. Il rassemble à cette occasion quarante-quatre chefs autochtones coutumiers issus des provinces des Fidji et de Rotuma, les grands chefs coutumiers des trois confédérations de chefferies, un représentant de chacune des quatorze provinces et un de Rotuma, et six membres nommés par le ministère des Affaires autochtones, soit soixante-huit membres au total. Lors de cette session, le Conseil exprime ses propositions à la commission présidée par Ratu Jone Baledrokadroka (en) pour les modalités d'une restauration définitive du Grand Conseil des chefs. Afin de concilier cet événement à la volonté du gouvernement de promouvoir l'harmonie inter-ethnique et l'unité nationale, un groupe de danse indo-fidjien prend part à la cérémonie d'inauguration du Conseil.